# نيكولا ساريتش
نيكولا ساريتش هو لاعب كرة قدم بوسني في مركز الهجوم، ولد في 6 يناير 1991 في سراييفو في البوسنة والهرسك. شارك مع منتخب الدنمارك تحت 16 سنة لكرة القدم ومنتخب الدنمارك تحت 17 سنة لكرة القدم ومنتخب الدنمارك تحت 18 سنة لكرة القدم ومنتخب الدنمارك تحت 19 سنة لكرة القدم. أما مع النوادي، فقد لعب مع نادي ليفربول ونادي هرفوليه وهايدوك سبليت.